# Shaheen Air International
Shaheen Air International (Urdu شاہین ایئر, im Markenauftritt Shaheen Air) war eine pakistanische Fluggesellschaft mit Sitz in Karatschi und Basis auf dem Karachi/Jinnah International Airport.

## Geschichte
Im April 2018 geriet die Gesellschaft in Zahlungsschwierigkeiten, in der Folge wurden die geleasten Flugzeuge von AerCap zurück beordert und der Besitzer der Gesellschaft setzte sich ins Ausland ab.

## Flugziele
Shaheen Air bediente verschiedene in- und ausländische Destinationen, vornehmlich in der Golfregion. In Europa wurde von Islamabad aus Manchester bedient.

## Flotte

### Flotte bei Betriebseinstellung
Mit Stand Mai 2018 bestand die Flotte aus 17 Flugzeugen mit einem Durchschnittsalter von 13,5 Jahren:
| Flugzeugtyp     | Anzahl | bestellt | Anmerkungen   |
| --------------- | ------ | -------- | ------------- |
| Airbus A319-100 | 5      |          |               |
| Airbus A320-200 | 8      |          | einer inaktiv |
| Airbus A330-200 | 4      |          |               |
| Gesamt          | 17     | –        |               |

### Zuvor eingesetzte Flugzeuge
- Airbus A300B4
- Airbus A310-300
- Airbus A321-100
- Airbus A330-300
- Boeing 737-200
- Boeing 737-400

## Zwischenfälle

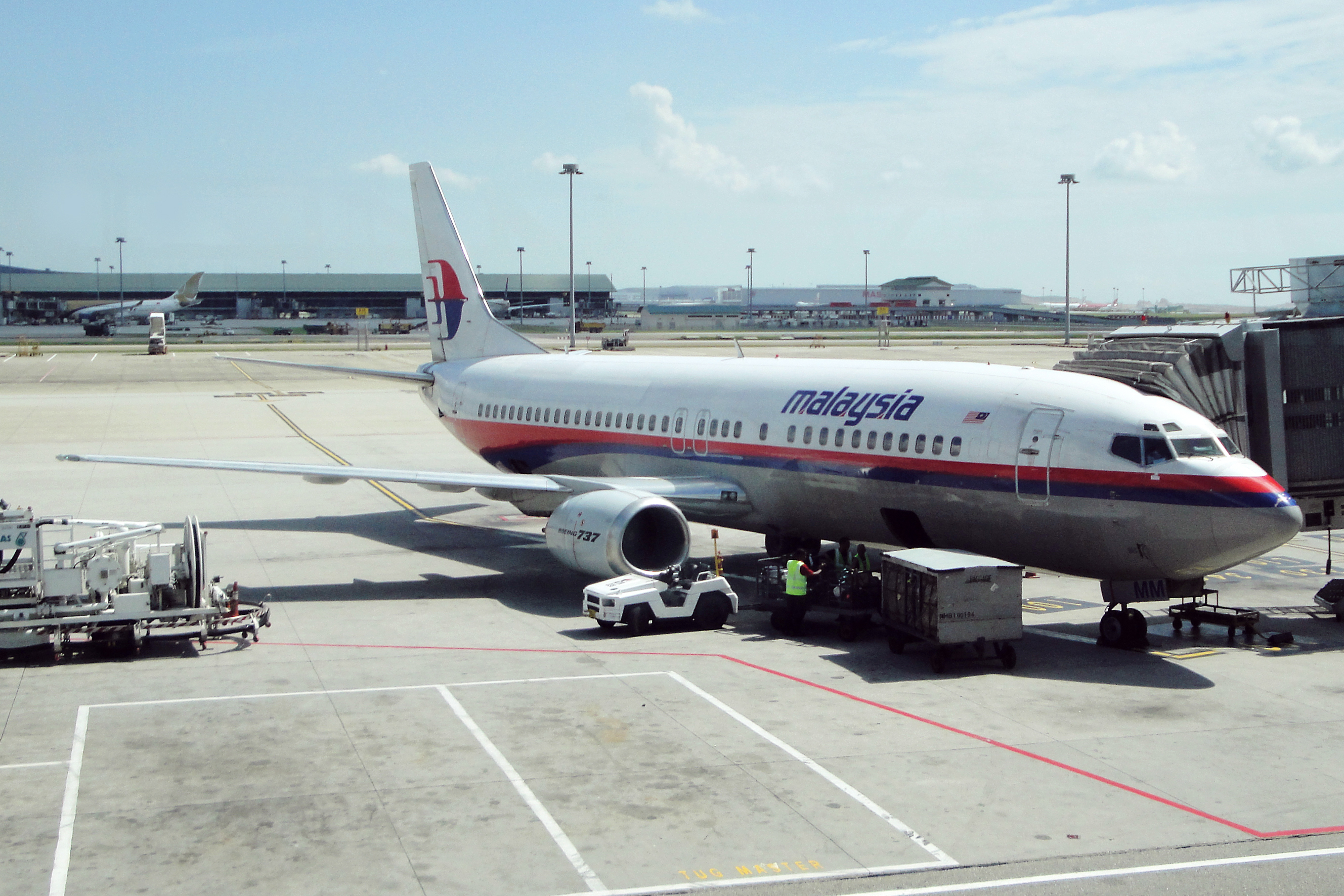
Die verunglückte Boeing 737-400 (Kennzeichen AP-BJO) noch mit der Bemalung des vormaligen Besitzers Malaysia Airlines

Die Gesellschaft hatte während ihrer Betriebszeit insgesamt zwei gravierende Zwischenfälle. In beiden Fällen waren Boeing 737-400 involviert.
- Am 30. Dezember 2012 landete die Boeing 737-400 AP-BJN vom Flughafen Karatschi kommend in Lahore und kam dabei von der Landebahn ab (möglicherweise kam es während der Landung zu einem Vogelschlag). Das linke Fahrwerk kollabierte abseits der Bahn im Gras. In der Folge wurde das Flugzeug abgeschrieben.[6]

- Am 3. November 2015 landete die Boeing 737-400 AP-BJO aus Karatschi kommend in Lahore. Wegen ungenügender Sicht für ein VOR/DME-Anflugverfahren entschied sich die Besatzung für eine Instrumentenlandung auf die wegen Wartung geschlossene Landebahn 36R um dann, sobald 36L in Sicht wäre, auf diese zu wechseln. Hierzu stellte die Besatzung den Antrag auf eine RNAV-Landung für welches die AP-BJO technisch gar nicht ausgerüstet war. Als die Besatzung die Landebahn schließlich sah, war es für eine Kurskorrektur eigentlich schon zu spät. Der in der Folge überforderte Kapitän überließ dem Ersten Offizier physisch nicht die Kontrolle über das Flugzeug, obwohl er ihm akustisch dieselbe übergab. Das Flugzeug setzte rund 1.400 Fuß vor der Landebahn und links der Mittellinie mit rund 300 km/h auf. Zuerst kollabierte das linke Fahrwerk, dann das Rechte. Auch bei diesem Zwischenfall kamen keine Personen zu Schaden, aber beim Kapitän wurde im Anschluss Alkohol im Blut festgehalten und das Flugzeug musste abgeschrieben werden.[7]